# Distrito de Bharatpur
Bharatpur (en hindi: भरतपुर) es un distrito de la India en el estado de Rajastán. Código ISO: IN.RJ.BP.
Comprende una superficie de 5066 km².
El centro administrativo es la ciudad de Bharatpur .

## Demografía
Según censo 2011 contaba con una población total de 2549121 habitantes, de los cuales 1 191 225 eran mujeres y 1 357 896 varones.